# Moscow News
Le groupe de médias russe Moscow News est la propriété de l'homme d'affaires controversé Arcadi Gaydamak.
En mars 2006, Moscow News présente au propriétaire de France-Soir, le Franco-Égyptien Raymond Lakah, une offre de reprise de 12 millions d'euros qui permettrait une poursuite de l'activité avec l'intégralité du personnel actuel. Le groupe explique vouloir acheter le quotidien en difficulté France-Soir pour donner sur ses pages une image objective de la Russie.